# Na zawsze (film 1989)
Na zawsze – amerykański film przygodowy z 1989 roku będący remakiem filmu A Guy Named Joe z 1943 roku.

## Obsada
- Richard Dreyfuss – Pete Sandich
- Holly Hunter – Dorinda Durston
- Brad Johnson – Ted Baker
- John Goodman – Al Yackey
- Audrey Hepburn – Hap
- Roberts Blossom – Dave
- Keith David – Powerhouse
- Ed Van Nuys – Nails
- Marg Helgenberger – Rachel
- Dale Dye – Don
- Brian Haley – Alex
- James Lashly – Charlie
- Michael Steve Jones – Grey
- JD Souther – piosenkarz
- Doug McGrath – kierowca autobusu
- Kim Robillard – kontroler ruchu

## Fabuła
Pete jest pilotem jednostki do gaszenia pożarów, najlepszym ze wszystkich. Codziennie ryzykuje swoim życiem. Podczas jednej z akcji, Pete ratuje przyjaciela Ala, lecz jego samolot eksploduje. Pete budzi się w lesie i odkrywa, że nie żyje. Powraca na ziemię z zadaniem przekazania swojego talentu innemu pilotowi – Tedowi Bakerowi. Jednakże, kiedy odkrywa, że Ted spotyka się z jego dziewczyną Dorindą, przeżywa silny wstrząs psychiczny.

## Nagrody i nominacje
Nagrody Saturn 1990
- Najlepszy film fantasy (nominacja)
- Najlepszy scenariusz – Jerry Belson (nominacja)